# تپه جامه شوران سفلی (تپه ذالکه)
تپه جامه شوران سفلی (تپه ذالکه) مربوط به دوران پیش از تاریخ ایران باستان است و در شهرستان کرمانشاه، حوزه جلگه ماهیدشت واقع شده و این اثر در تاریخ ۱۹ تیر ۱۳۴۸ با شمارهٔ ثبت ۸۵۸ به‌عنوان یکی از آثار ملی ایران به ثبت رسیده است.